# Emblemaria piratica
Emblemaria piratica är en fiskart som beskrevs av Isaac Ginsburg 1942. Emblemaria piratica ingår i släktet Emblemaria och familjen Chaenopsidae. IUCN kategoriserar arten globalt som livskraftig. Inga underarter finns listade i Catalogue of Life.